# Louros Valles
Louros Valles je údolí či bývalé řečiště na povrchu Marsu, nachází se v kvadrátu Coprates na jižním rohu od kaňonu Ius. Na východ od Noctis Labyrinthus, údolí Louros Valles je velmi vrstevnaté. Název praskliny je podle řeky v Řecku, kdy byl tento název odsouhlasen v roce 1982. Geologický původ vrstvení této specifické oblasti není plně znám.

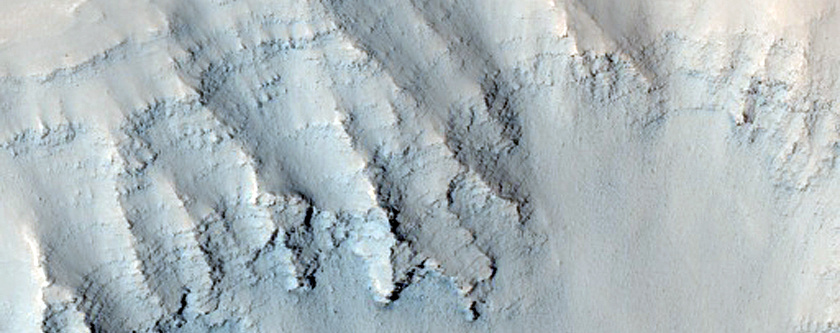
Oblast pozorována poměrně zblízka u Louros Valles, barevný snímek.
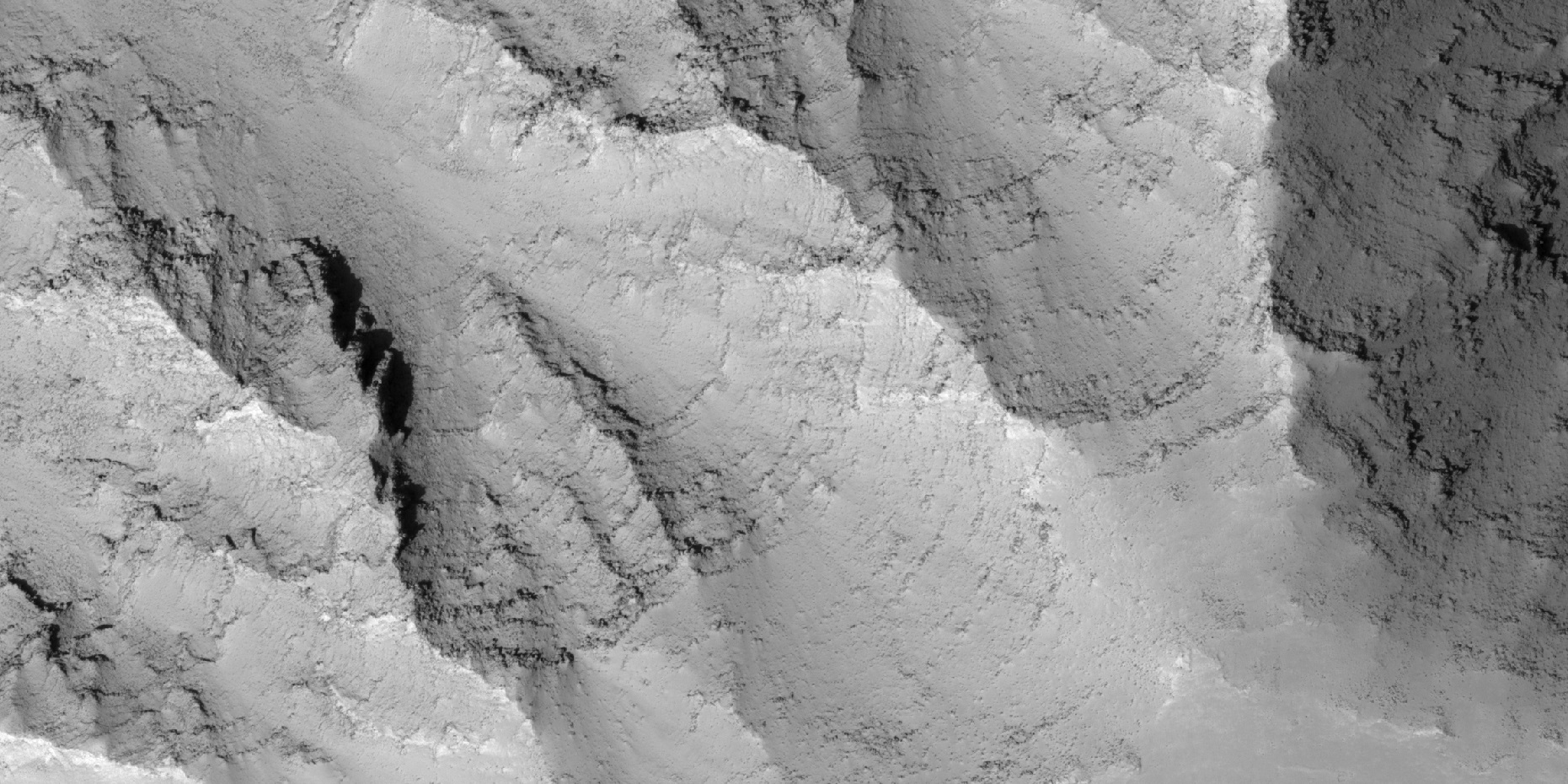
Oblast pozorována poměrně zblízka u Louros Valles.
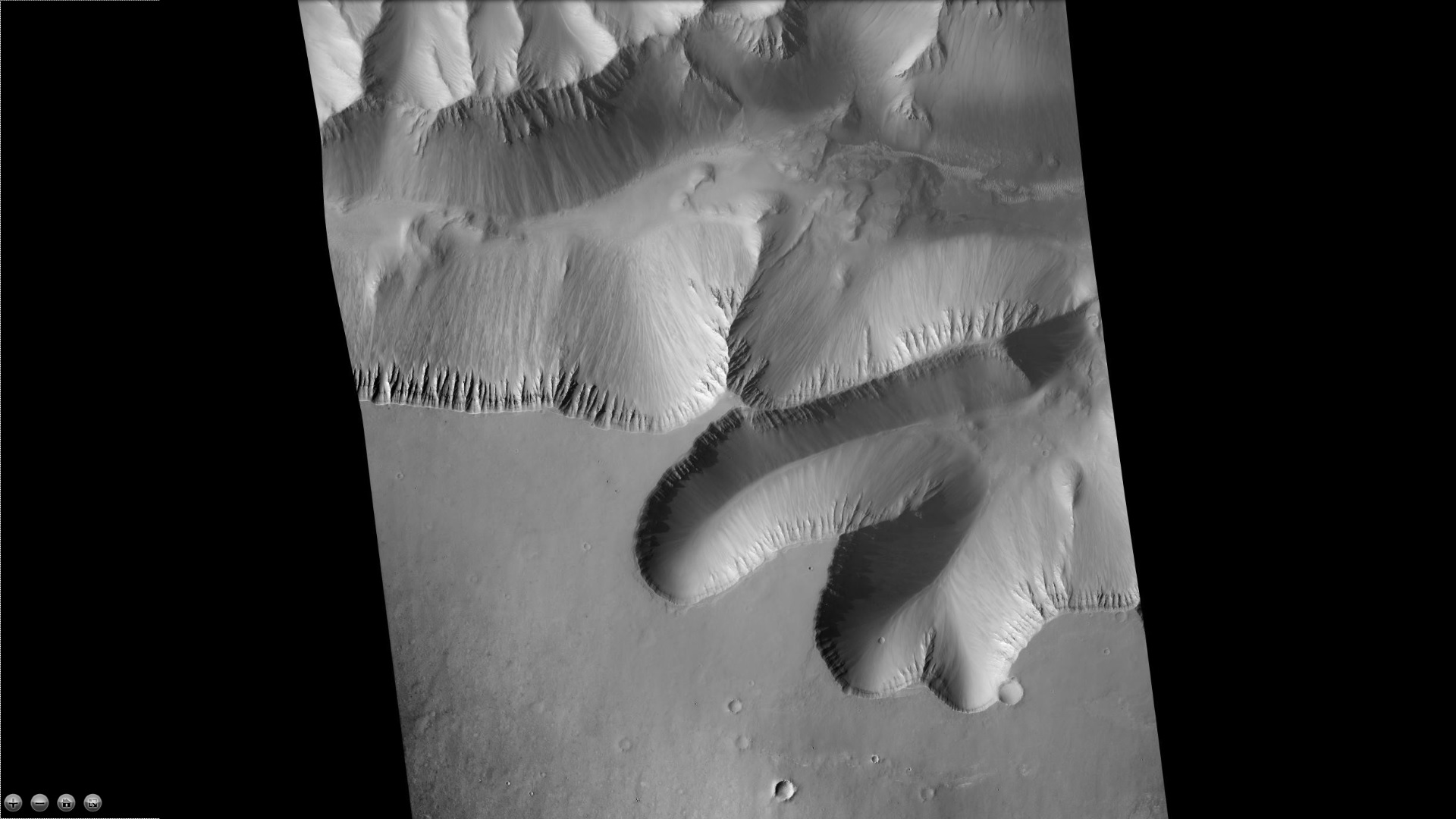
Pohled na Louros Valles s CTX, černo-bílý snímek.